# Richard Holme, Baron Holme of Cheltenham
Richard Gordon Holme, Baron Holme of Cheltenham CBE PC (* 27. Mai 1936 in London; † 4. Mai 2008 in Lurgashall, West Sussex) war ein britischer Politiker (Liberaldemokrat).
Er studierte Rechtswissenschaft an der Universität Oxford und der Harvard Business School.

## Karriere
Holme trat 1959 der Liberal Party bei und wurde 1980 und 1981 zu deren Vorsitzenden gewählt. Er kandidierte fünfmal erfolglos für ein Mandat im House of Commons, zunächst in den Jahren 1964 und 1965 für den Bezirk East Grinstead, 1974 trat er in Braintree in Essex an und zuletzt kandidierte er 1983 und 1987 für Cheltenham erfolglos um ein Mandat im britischen Unterhaus. Er befürwortete 1988 den Zusammenschluss der Liberal Party und der Social Democratic Party zur Partei der Liberal Democrats und trat dieser Partei dann auch bei. 
Holme war ein enger Berater sowohl von David Steel als auch von Paddy Ashdown, der ihm als erster Vorsitzender der Liberal Democrats nach der Fusion folgte. Seit Mai 1990 war er Life Peer als Baron Holme of Cheltenham, of Cheltenham in the County of Gloucestershire, er wurde als Commander in den Order of the British Empire aufgenommen. Im Jahr 2000 wurde er in den Privy Council berufen. Seine Berufung zum Vorstandsvorsitzende des Office of Communications von 1999 währte nicht lange, da News of the World ihn bezichtigte, in einen Sexskandal verwickelt gewesen zu sein und er daraufhin zurücktrat. Von 2001 bis Juni 2007 war er Vorsitzender der Hansard Society, die die Protokolle der Sitzungen des britischen Parlaments veröffentlicht. 
Er war seit 1958 mit Kathleen Powell verheiratet, mit der er zwei Söhne und zwei Töchter hatte.